# Kleines Tropicana - Tropicanita
Kleines Tropicana - Tropicanita és una pel·lícula de misteri i espionatge cubana del 1997 dirigida per Daniel Díaz Torres, autor del guió també amb Eduardo del Llano, i protagonitzada per Peter Lohmayer, Vladimir Cruz i Corina Mestre.

## Argument
A mitjans dels anys quaranta el cadàver d'un turista alemany, Hermann, apareix en un cèntric barri de l'Havana. Lorenzo. un ambiciós policia de províncies, de visita per la capital, tractarà per tots els mitjans d'encarregar-se de l'afer per tal d'escapar del seu poble.

## Repartiment
- Blanca Rosa Blanco... Xiomara La Taina
- Carlos Cruz
- Vladimir Cruz
- Peter Lohmeyer
- Corina Mestre
- Enrique Molina
- Jorge Molina
- Héctor Noas	...	Rudolf Pangloss
- Luisa Pérez-Nieto

## Palmarès
Fou nominada al Goya a la millor pel·lícula estrangera de parla hispana. i fou exhibida a la secció "Made in Spanish" del 46è Festival Internacional de Cinema de Sant Sebastià. També va guanyar el premi especial del públic al Festival Internacional del Nou Cinema Llatinoamericà de l'Havana.